# Brian J. Smith

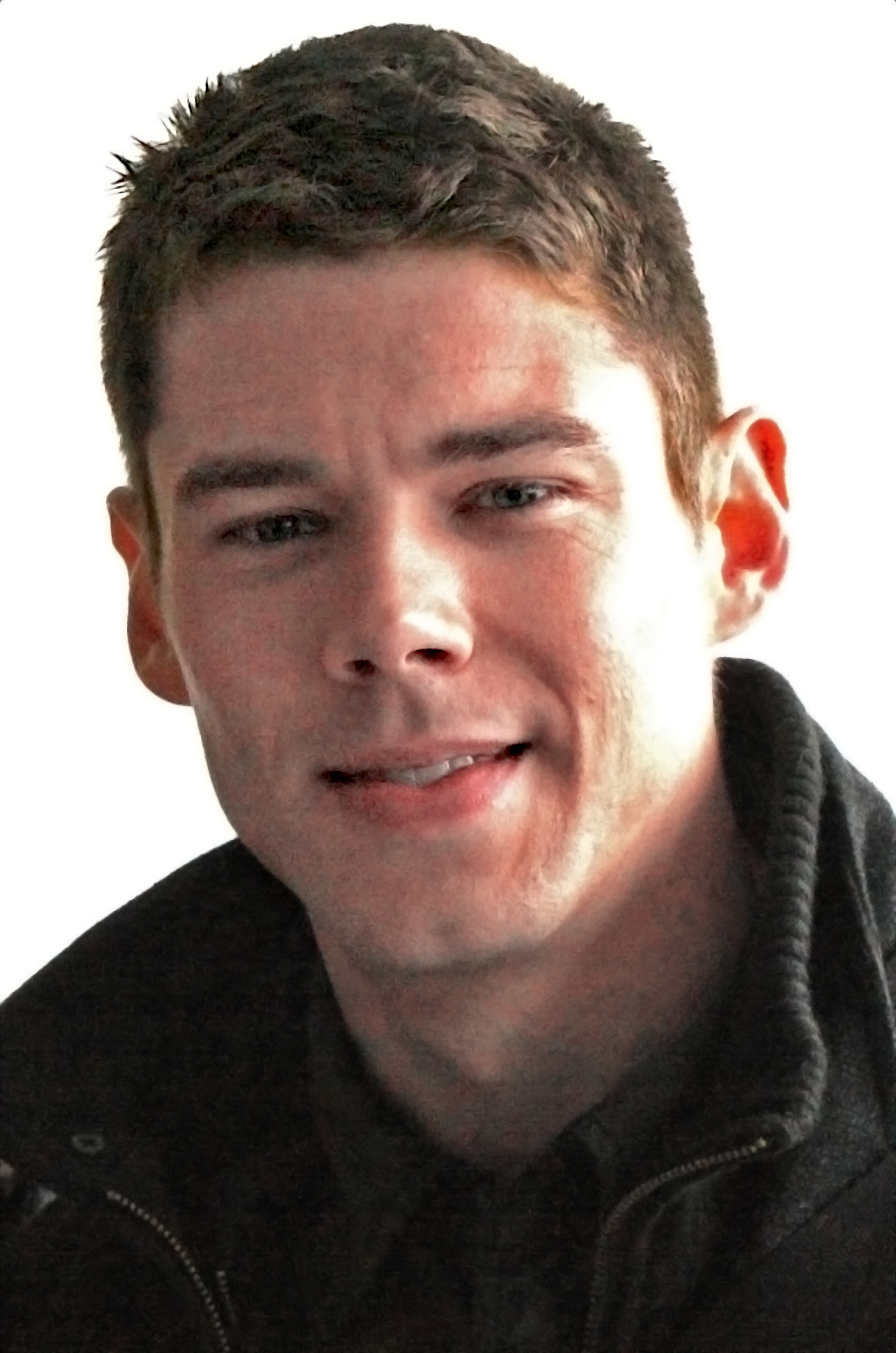
Brian J. Smith (2010)

Brian Jacob Smith (* 12. Oktober 1981 in Dallas, Texas) ist ein US-amerikanischer Schauspieler.

## Leben
Brian J. Smith wurde 1981 in Dallas geboren und wuchs in Allen auf. Nach dem Besuch des Collin County Community College, wechselte er auf die renommierte Juilliard School in New York City, wo er unter anderem in Shakespeare’s R&J, einer Neuinszenierung von Shakespeares Romeo und Julia, mitwirkte.
Sein Filmdebüt gab er 2005 in Hate Crime, in dem er einen Homosexuellen spielte, der mit der Intoleranz eines Priestersohnes konfrontiert wird. Danach wirkte er in verschiedenen Theaterstücken mit, unter anderem im Jahr 2008 in der Broadwayinszenierung von William Inges Come Back, Little Sheba. 2009 übernahm er Rollen in den Independentfilmen Red Hook und The War Boys und wurde als Hauptdarsteller für Stargate Universe engagiert. Weitere Fernsehengagements folgten, von 2015 bis 2018 war er in Sense8 und seit 2019 in World on Fire zu sehen.

## Filmografie (Auswahl)
- 2005: Hate Crime
- 2009: Red Hook
- 2009: The War Boys
- 2009: Law & Order (Fernsehserie, Episode 19x13)
- 2009: Mord im Orient-Express (Murder on the Orient Express)
- 2009–2010: Stargate Universe (Fernsehserie, 40 Episoden)
- 2011: Red Faction: Origins
- 2011: Gossip Girl (Fernsehserie, 6 Episoden)
- 2012: Warehouse 13 (Fernsehserie, Episode 4x03)
- 2012: Koma (Miniserie)
- 2012: Good Wife (Fernsehserie, Episode 4x06)
- 2012: Person of Interest (Fernsehserie, Episode 2x10)
- 2013: Blue Bloods – Crime Scene New York (Blue Bloods, Fernsehserie, Episode 3x21)
- 2013: Unforgettable (Fernsehserie, Episode 2x5)
- 2013: Defiance (Fernsehserie, 2 Episoden)
- 2015–2018: Sense8 (Fernsehserie)
- 2015: Quantico (Fernsehserie, Episode 1x01)
- 2016: Abattoir – Er erwartet dich! (Abattoir)
- 2019: World on Fire (Fernsehserie)
- 2019: Treadstone (Fernsehserie, 10 Episoden)
- 2021: Matrix Resurrections (The Matrix Resurrections)
- 2023: Class of ’09 (Miniserie, 8 Episoden)